# 屈納赫河
47°45′8.67″N 10°6′59.45″E / 47.7524083°N 10.1165139°E

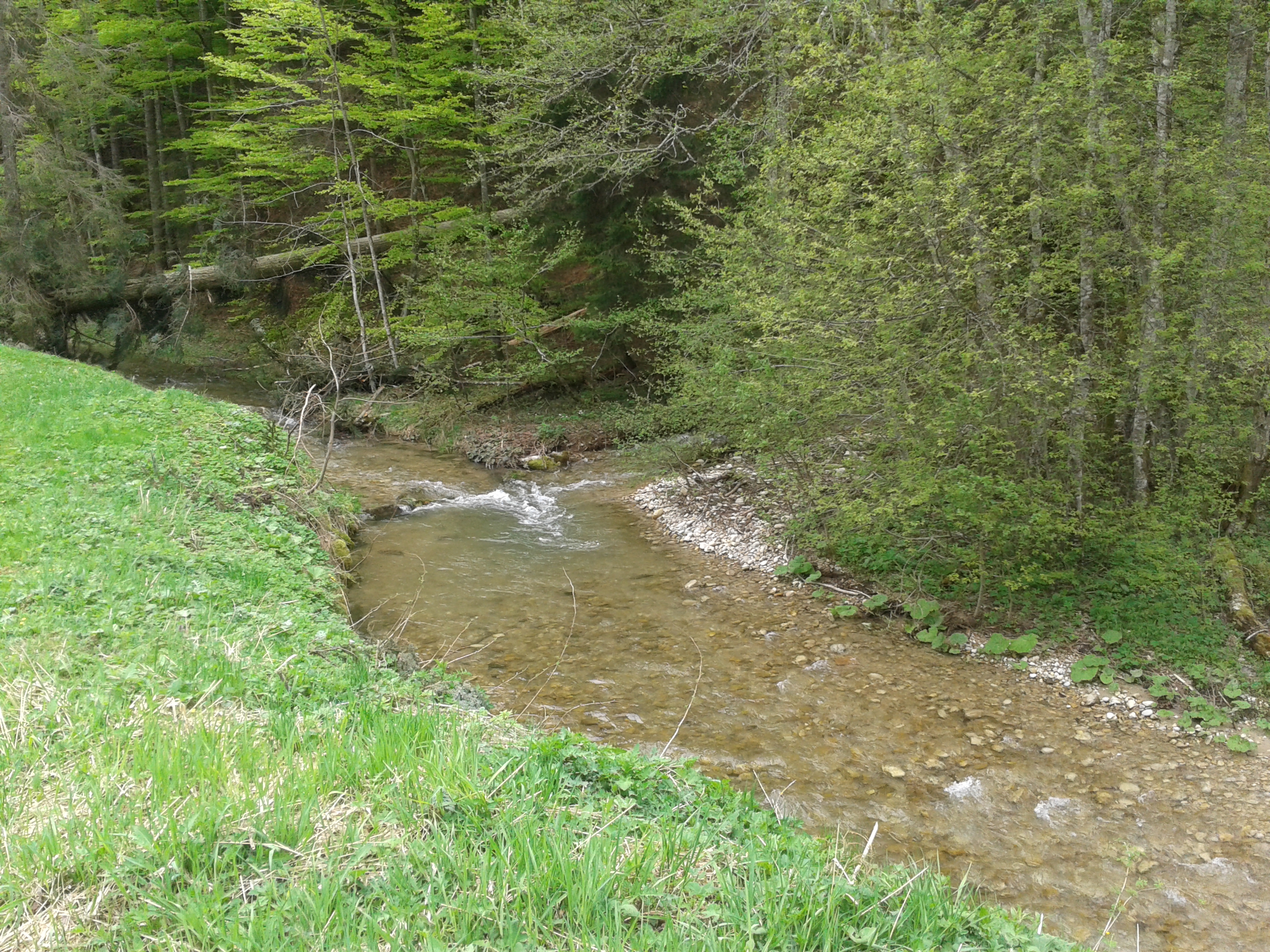

屈納赫河（德語：Kürnach），是德國的河流，位於該國東南部，由巴伐利亞負責管轄，屬於埃沙赫河的右支流，河道全長9.4公里，發源自布亨貝格。